# Буковець (Селниця)
46°29′ пн. ш. 16°21′ сх. д. / 46.48° пн. ш. 16.35° сх. д.
Буковець (хорв. Bukovec) — населений пункт у Хорватії, у Меджимурській жупанії у складі громади Селниця.

## Населення
Населення за даними перепису 2011 року становило 174 осіб.
Динаміка чисельності населення поселення:

## Клімат
Середня річна температура становить 9,81 °C, середня максимальна – 23,48 °C, а середня мінімальна – -6,17 °C. Середня річна кількість опадів – 839 мм.
| Клімат поселення                              | Клімат поселення | Клімат поселення | Клімат поселення | Клімат поселення | Клімат поселення | Клімат поселення | Клімат поселення | Клімат поселення | Клімат поселення | Клімат поселення | Клімат поселення | Клімат поселення | Клімат поселення |
| Показник                                      | Січ.             | Лют.             | Бер.             | Квіт.            | Трав.            | Черв.            | Лип.             | Серп.            | Вер.             | Жовт.            | Лист.            | Груд.            |                  |
| Середній максимум, °C                         | 4,98             | 6,91             | 11,22            | 15,47            | 20,46            | 23,48            | 23,47            | 22,98            | 18,98            | 13,78            | 8,22             | 4,29             |                  |
| Середня температура, °C                       | −0,6             | 1,34             | 5,68             | 9,89             | 14,90            | 17,91            | 19,63            | 19,15            | 15,15            | 9,94             | 4,38             | 0,45             |                  |
| Середній мінімум, °C                          | −6,17            | −4,25            | 0,07             | 4,32             | 9,31             | 12,33            | 15,80            | 15,31            | 11,30            | 6,09             | 0,54             | −3,39            |                  |
| Норма опадів, мм                              | 38               | 42               | 56               | 64               | 74               | 94               | 95               | 88               | 81               | 74               | 76               | 57               |                  |
| Середньомісячна швидкість вітру, м/с          | 1.95             | 2.19             | 2.52             | 2.60             | 2.42             | 2.19             | 2.10             | 1.89             | 1.90             | 1.94             | 2.04             | 2.05             |                  |
| Середньомісячна сонячна радіація, кДж/м²·день | 4029             | 6765             | 10519            | 14937            | 18957            | 20866            | 21219            | 18550            | 13739            | 8602             | 4474             | 3261             |                  |
| --------------------------------------------- | ---------------- | ---------------- | ---------------- | ---------------- | ---------------- | ---------------- | ---------------- | ---------------- | ---------------- | ---------------- | ---------------- | ---------------- | ---------------- |
| Джерело:                                      |                  |                  |                  |                  |                  |                  |                  |                  |                  |                  |                  |                  |                  |